# Ski archery

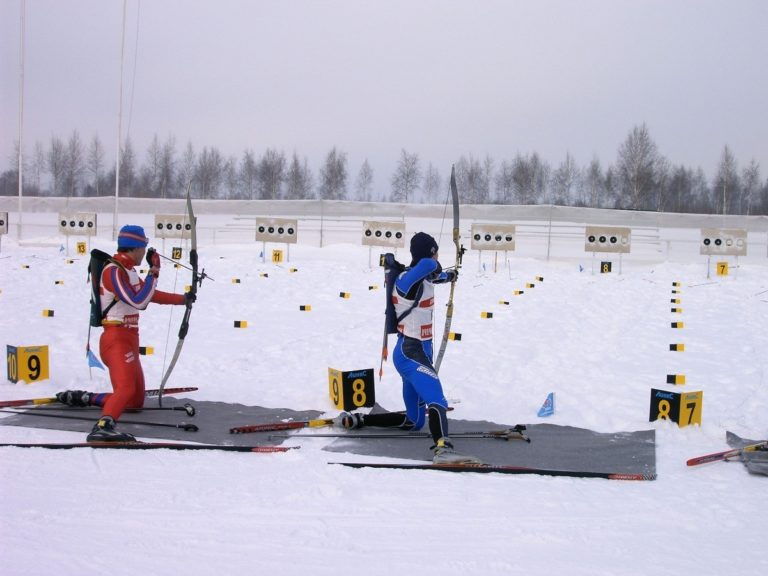

Lo ski archery, o biathlon con l'arco, noto anche con l'abbreviazione ski-arc o come archery biathlon, è uno sport invernale che combina lo sci di fondo con sessioni di tiro con l'arco, praticato attualmente in Russia e fino al 2007 anche in Italia, Slovenia, Austria, Germania, Francia, Giappone, Stati Uniti con presenze anche della Polonia, Ucraina e Repubblica Ceca. Lo svolgimento delle gare è molto simile alle competizioni di biathlon. L'unica differenza significativa sta nello strumento sportivo usato, l'arco al posto della carabina.

## Storia
La caccia con l'arco e gli sci ai piedi era già praticata nell'antichità, come testimoniano incisioni databili attorno al 1000 a.C.
Lo ski archery, ideato negli anni ottanta dall'italiano Franco Carminati viene proposto e praticato sulle Alpi Piemontesi interessando però in poco tempo molti atleti del nord Italia.
Negli anni a seguire l'interesse per lo ski archery coinvolse anche atleti del centro italia ed in particolare del Lazio, con la partecipazione della ASD Antikuis di Monte Livata - Subiaco (Rm) che nel 1994 fece la sua prima apparizione al campionato Italiano di Ski Archery svoltosi a Pila (Ao).
La disciplina inizio così uno sviluppo sempre più significativo tanto da raggiungere ai campionati italiani presenze di oltre 150 atleti.
Dal 1994 anche altre nazioni si occuparono di questa disciplina tanto da permettere alla World Archery (Federazione Internazionale di Tiro con l'arco) di organizzare il primo Campionato del Mondo di Ski Archery che si svolse a Cogne - Italia nel 1998.
Visto l'interesse riscontrato divenne ufficialmente riconosciuto dalla Federazione Italiana di Tiro con l'Arco (FITARCO) nel 1984, con ampio anticipo rispetto alla Federazione Internazionale di Tiro con l'Arco (FITA), che lo ha riconosciuto solo nel 1991.
| ANNO | Luogo                  | Specialità   | Atleta       | Nazionalità |
| ---- | ---------------------- | ------------ | ------------ | ----------- |
| 1998 | Cogne -Italia          | Individuale  | A. Peracino  | Italia      |
| 1999 | Bessan -Francia        | Individuale  | E. Jeannerod | Francia     |
| 2001 | Kubalonka (Polonia)    | Individuale  | A. Markov    | Russia      |
|      | Kubalonka (Polonia)    | Inseguimento | A. Peracino  | Italia      |
| 2002 | Pokljuka (Slovenia)    | Individuale  | I. Samoilov  | Russia      |
|      |                        | Inseguimento | A. Markov    | Russia      |
|      |                        | Sprint       | A. Markov    | Russia      |
| 2003 | Mittenwald (Germania)  | Sprint       | A. Zupan     | Slovenia    |
|      |                        | Inseguimento | A. Markov    | Russia      |
|      |                        | Mass Start   | A. Markov    | Russia      |
| 2004 | Pokljuka (Slovenia)    | Sprint       | A. Markov    | Russia      |
|      |                        | Inseguimento | A. Markov    | Russia      |
|      |                        | Mass Start   | I. Samoilov  | Ucraina     |
| 2005 | Forni AVOLTRI (Italia) | Sprint       | I. Borisov   | Russia      |
|      |                        | Inseguimento | I. Borisov.  | Russia      |
|      |                        | Mass Start   | I. Borisov   | Russia      |
| 2007 | Mosca (Russia)         | Sprint       | I. Borodin   | Russia      |
|      |                        | Inseguimento | H. Urano     | Giappone    |
|      |                        | Mass Start   | K. Pogorelov | Russia      |
|      |                        | Individuale  | T. Yamada    | Giappone    |

## Organizzazione
Dal 2001 al 2005 l'attività internazionale dello ski archery è stata regolamentata dall'International Biathlon Union (IBU), che lo ha ribattezzato "archery biathlon", con la collaborazione della FITA, che aveva riconosciuto lo ski archery nel 1991 quando ancora la IBU non era stata fondata. Le due federazioni si sono accordate per una gestione congiunta della nuova specialità, per sfruttare l'esperienza maturata dall'IBU nell'organizzazione delle competizioni e la popolarità del biathlon come traino per la crescita dello ski archery.
Dal 2006 lo ski archery è ritornato sotto l'egida della FITA.
In Italia è la FITARCO (che usa la denominazione "ski archery") a gestire l'attività agonistica, con la collaborazione della Federazione italiana sport invernali per quanto riguarda la preparazione tecnica e atletica nello sci di fondo.